# Borne vasútállomás
Borne vasútállomás vasútállomás Hollandiában, Borne községben,  településen.

## Vasútvonalak
Az állomást az alábbi vasútvonalak érintik:
- Almelo–Salzbergen-vasútvonal

## Kapcsolódó állomások
A vasútállomáshoz az alábbi állomások vannak a legközelebb:
- Almelo de Riet vasútállomás
- Hengelo vasútállomás